# Thygater aethiops
Thygater aethiops är en biart som först beskrevs av Smith 1854.  Thygater aethiops ingår i släktet Thygater och familjen långtungebin. Inga underarter finns listade i Catalogue of Life.